# 13213 Maclaurin
13213 Maclaurin este un asteroid din centura principală de asteroizi.

## Descriere
13213 Maclaurin este un asteroid din centura principală de asteroizi. A fost descoperit pe 3 mai 1997 la Observatorul La Silla de Eric Walter Elst. Asteroidul prezintă o orbită caracterizată de o semiaxă mare de 2,25 ua, o excentricitate de 0,09 și o înclinație de 3,7° în raport cu ecliptica.